# Jugoslávská fotbalová reprezentace
Jugoslávská fotbalová reprezentace byl fotbalový tým reprezentující Jugoslávii před jejím poválečným rozpadem v roce 1992. S rozpadem Jugoslávie se rozpadla i reprezentace na chorvatskou, slovinskou, makedonskou, bosenskou a reprezentaci Federativní republiky Jugoslávie (později reprezentaci Srbska a Černé Hory).

## Mistrovství světa

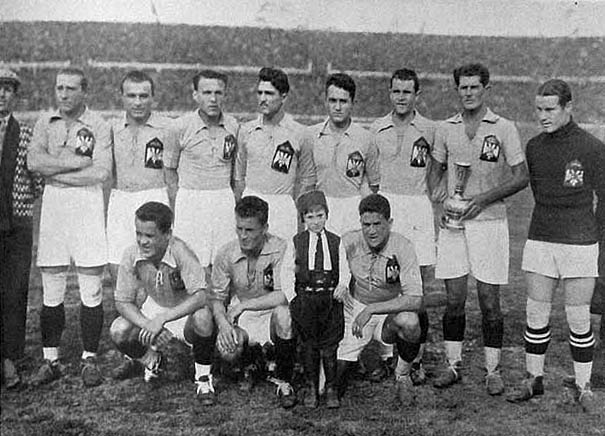
Jugoslávský národní tým na mistrovství světa 1930

Seznam zápasů jugoslávské fotbalové reprezentace na MS
Největšího úspěchu na mistrovství světa dosáhli Jugoslávští fotbalisté hned na prvním šampionátu v roce 1930 v Uruguayi, kde byli vyřazení domácím celkem až v semifinále. Stejného výsledku dosáhli i na mistrovství v Chile v roce 1962. Zde je zastavila před branami finále reprezentace Československa.
| Rok    | Účast                                           | Soupisky |
| ------ | ----------------------------------------------- | -------- |
| 1930   | Bronzová medaile                                | Soupiska |
| 1934   | Nepostoupili z kvalifikace                      | –        |
| 1938   | Nepostoupili z kvalifikace                      | –        |
| 1950   | Nepostoupili ze skupiny                         | Soupiska |
| 1954   | Vyřazeni ve čtvrtfinále Německem                | Soupiska |
| 1958   | Vyřazeni ve čtvrtfinále Německem                | Soupiska |
| 1962   | Prohra v zápase o bronz s Chile                 | Soupiska |
| 1966   | Nepostoupili z kvalifikace                      | –        |
| 1970   | Nepostoupili z kvalifikace                      | –        |
| 1974   | Nepostoupili ze čtvrtfinálové skupiny           | Soupiska |
| 1978   | Nepostoupili z kvalifikace                      | –        |
| 1982   | Nepostoupili ze skupiny                         | Soupiska |
| 1986   | Nepostoupili z kvalifikace                      | –        |
| 1990   | Vyřazeni ve čtvrtfinále Argentinou              | Soupiska |
| Celkem | Účast – 8× Zlato – 0×, Stříbro – 0×, Bronz – 1× |          |

## Mistrovství Evropy
Seznam zápasů jugoslávské fotbalové reprezentace na Mistrovství Evropy
Na mistrovství Evrpopy získala Jugoslávská reprezentace dvakrát stříbrnou medaili. V roce 1960 nestačili v boji o zlato výběru Sovětského svazu a o osm let později podlehli ve finále Itálii 2:0. 

V roce 1976 hostila Jugoslávie evropský šampionát na svých stadionech. Domácí prostředí ji nakonec vyneslo čtvrté místo, když v boji o bronzové medaile podlehl domácí tým Nizozemsku 3:2 v prodloužení.

Poslední velkou akcí, na kterou se jugoslávský výběr kvalifikoval, bylo EURO 1992. Kvůli válečnému konfliktu a z toho plynoucích mezinárodních sankcí však byl tým vyřazen a nahradila jej reprezentace Dánska, která turnaj nakonec vyhrála.
| Rok    | Účast                                           | Soupisky |
| ------ | ----------------------------------------------- | -------- |
| 1960   | Stříbrná medaile                                | Soupiska |
| 1964   | Nepostoupili z kvalifikace                      | –        |
| 1968   | Stříbrná medaile                                | Soupiska |
| 1972   | Nepostoupili z kvalifikace                      | –        |
| 1976   | Prohra v zápase o bronz s Nizozemskem           | Soupiska |
| 1980   | Nepostoupili z kvalifikace                      | –        |
| 1984   | Nepostoupili ze skupiny                         | Soupiska |
| 1988   | Nepostoupili z kvalifikace                      | –        |
| 1992   | Vyřazeni kvůli mezinárodním sankcím             | –        |
| Celkem | Účast – 4× Zlato – 0×, Stříbro – 2×, Bronz – 0× |          |